# Freddy Dam
Freddy Dam (født 27. maj 1948 i Randers) er tidligere folketingsmedlem for Venstre i perioden 2001-2005.

## Uddannelse og karriere
Han tog folkeskolen på Viby, Vejlby og Aaby Skoler fra 1955-65. Han blev nysproglig student fra Århus Statsgymnasium 1968, hvorefter han læste jura på Aarhus Universitet og fik en kandidatgrad i 1974.
Herefter blev han advokatfuldmægtig hos advokat Chr. Krag, Århus, fra 1974-77, hvor han fik sin advokatbestalling. Senere i 1978 fik han møderet for landsret og i 1983 møderet for Højesteret.
Han var ansat som advokat hos advokat Chr. Krag, Århus, 1977-78 og blev herefter selvstændig praktiserende advokat (Advokatfirmaet Freddy Dam) fra april 1978. Efter optagelse af partner/e pr. 1. januar 1988 blev han seniorpartner i Advokatfirmaet Dam & Fintel. Han var også seniorpartner i advokatfirmaet Dam Isaksen Nomanni, Viby J., i perioden 1. april-20. november 2001. Desuden associeret partner i samme firma fra november 2001 og formand for enkelte selskabsbestyrelser. I dag er Freddy Dam beskæftiget som chefjurist i rådgivningsvirksomheden LMO, og advokat i Pro|lex Advokaterne. Han har desuden siden 2004 været udpeget som retsmedlem i Landsskatteretten og siden 2010 været udpeget af Advokatsamfundet som censor ved retssagsprøver under advokateksamen.
Han har været medlem af forældreråd, skolebestyrelse og foreningsbestyrelser, af InterContinental Consultants, en global forening af advokater og statsautoriserede revisorer, 1990-95 og præsident for Aarhus Sydvestre Rotary Klub 1998-99.
Hans politiske karriere blev intensiveret, da han fra juni 1999 blev Venstres kandidat til Folketinget i Århus 4. kreds.